# 6701 Воргол
6701 Воргол (6701 Warhol) — астероїд головного поясу, відкритий 14 січня 1988 року.
Тіссеранів параметр щодо Юпітера — 3,366.
Названо на честь американського художника українського (лемківського) походження Енді Воргола, засновника художньої школи попарту.